# 울산 목련암 목조보살좌상
울산 목련암 목조보살좌상(蔚山 目蓮庵 木造菩薩坐像)은 울산광역시 울주군 두서면에 있는 조선시대의 불상이다. 2013년 1월 3일 울산광역시의 문화재자료 제22호로 지정되었다.

## 지정 사유
목련암 소장의 ‘목조보살좌상’은 신체에 비해 머리가 큰 구조로써 조선후기 불상에서 나타나는 특징을 지니고 있으며, 또한 보살상의 갸름한 얼굴, 오른쪽 어깨의 대의, 양다리의 옷자락 표현 등 조선후기 불상에서 볼 수 없는 새로운 특징도 보여주고 있다.
이와 같이 전통성과 새로운 양식이 혼재하는 과도기적 특징을 보여주고 있으며, 작은 규모지만 19세기 후반 불상 중 가작(佳作)으로 평가되며, 조선후기 이후 불상연구의 자료적 가치를 지니고 있다.

## 개요
목련암 소장의 목조보살좌상은 높이 41.5cm, 폭 21.8cm으로, 19세기 후반에 제작된 것으로 추정되며, 목재는 피나무이다.
보살상의 정수리 부분에는 간략한 형태의 보계(寶髻)가 있으며, 높고 커다란 보관은 겉면을 두 단으로 나누어 당초문(唐草文)을 빽빽하게 새겨 넣었다.
신체에 비해 큰 얼굴은 타원형으로 반쯤 뜬 눈의 눈꼬리는 약간 위로 올라갔고, 코는 삼각형이며, 입은 살짝 미소를 머금고 있다.
양손은 결가부좌한 다리위에 연봉우리를 받친 선정인(禪定印)을 취하고 있다. 바깥에 걸친 대의는 오른쪽 어깨에서 완만하게 반원형으로 걸친 후, 팔꿈치와 복부를 지나 왼쪽 어깨로 넘어가고, 반대쪽 대의는 왼쪽 어깨를 완전히 덮고 내려와 복부에서 오른쪽 어깨를 덮은 편삼과 겹쳐져 있다. 하반신에 걸친 대의처리는 특이하게 앞치마가 늘어진 듯이 표현되어 있다.
복장유물로는 중수문, 다라니, 변상도, 후령통이 발견되었다.
보살상은 과도기적 특징을 보여주고 있으며, 특히 갸름한 얼굴, 오른쪽 어깨의 대의, 하반신의 대의표현은 조선후기 불상에서 볼 수 없는 새로운 요소이다.
19세기 후반 불상 중 아름다운 작품으로 평가되며, 조선후기 이후 불상연구에 자료적 가치가 있다.

## 참고 자료
- 울산 목련암 목조보살좌상 - 국가유산청 국가유산포털